# 核燃料物質、核原料物質、原子炉及び放射線の定義に関する政令
核燃料物質、核原料物質、原子炉及び放射線の定義に関する政令（かくげんりょうぶっしつ、かくねんりょうぶっしつ、げんしろおよびほうしゃせんのていぎにかんするせいれい、昭和32年11月21日政令第325号）は、原子力基本法第3条に基づき、対象となる核燃料物質、核原料物質、原子炉および放射線を定義する政令。
各原子力、放射線規制法令の対象を規定するものである。制定時の題名は「核燃料物質、核原料物質及び原子炉の定義に関する政令」であったが、翌1958年の改正で放射線の定義の定義が追加されたことに伴い、改題された。
同政令は、原子力基本法第3条に基づくものであり、特に原子炉については、原子力基本法第3条第4号が「核燃料物質を燃料として使用する装置をいう。ただし、政令で定めるものを除く。」となっており、除外するものを規定していることに注意が必要である。

## 核燃料物質（第1条）
- ウラン235のウラン238に対する比率が天然の混合率であるウランおよびその化合物
- ウラン235のウラン238に対する比率が天然の混合率に達しないウランおよびその化合物
- トリウムおよびその化合物
- 前三号の物質の一または二以上を含む物質で原子炉において燃料として使用できるもの
- ウラン235のウラン238に対する比率が天然の混合率をこえるウランおよびその化合物
- プルトニウムおよびその化合物
- ウラン233およびその化合物
- 前三号の物質の一または二以上を含む物質

## 核原料物質（第2条）
- ウランもしくはトリウムまたはその化合物を含む物質で核燃料物質以外のもの

## 原子炉（第3条）
政令で定める除外されるものは、「原子核分裂の連鎖反応を制御することができ、かつ、その反応の平衡状態を中性子源を用いることなく持続することができ、又は持続するおそれのある装置以外のもの」となっている。
原子力基本法第3条第4号の定義と合わせると、原子炉は「核燃料物質を燃料として使用する装置で、原子核分裂の連鎖反応を制御することができ、かつ、その反応の平衡状態を中性子源を用いることなく持続することができ、又は持続するおそれのある装置」となる。

## 放射線（第4条）
- アルフア線、重陽子線、陽子線その他の重荷電粒子線およびベータ線
- 中性子線
- ガンマ線および特性エックス線（軌道電子捕獲に伴つて発生する特性エックス線に限る。）
- 一メガ電子ボルト以上のエネルギーを有する電子線およびエックス線